# Victor Huang
Victor Huang Pin Guan (cinese tradizionale: 黃品冠; cinese semplificato: 黄品冠; pinyin: Huáng Pǐnguàn; Kuala Lumpur, 26 febbraio 1972) è un cantante malese, che si è fatto un nome nella fervente scena musicale di Taiwan.
Nel 1995 diede inizio alla propria carriera formando un duo con Michael Wong. I due hanno avuto successo a Taiwan con il nome di Michael & Victor (无印良品, wu yin liang pin), pubblicando prodotti sotto l'etichetta Rock Records fino al 2000, quando entrambi hanno deciso di dividersi e perseguire delle carriere soliste.
Fino ad oggi, Victor Huang ha all'attivo 11 album solisti.

## Discografia
- 2000 – 自创品牌
- 2001 – 疼你的责任
- 2002 – 教堂的初吻
- 2003 – u-turn 180•转弯
- 2004 – 门没琐
- 2005 – 后来的我新歌＋精选
- 2006 – 爱到无可救药
- 2007 - Need U Most 最需要你 - K歌情人
- 2008 - 那些女孩教我的事
- 2009 - 一切为了爱 新歌加精选
- 2010 - 當品冠遇見幾米 我想記得的47件事

## Filmografia
- Ice Kacang Puppy Love (2010)